# Claude Loewer
Claude Loewer (* 16. Juli 1917 in La Chaux-de-Fonds; † 5. Oktober 2006 in Montmollin) war ein Schweizer bildender Künstler, Kunstpädagoge, Szenograf und Bildwirker. Sein Werk umfasst Malerei, Zeichnungen, Radierungen, Collagen, Glasmalerei, Mosaike, Keramik, Gobelins, Theaterdekorationen, Szenografie und Kunst am Bau.

## Leben und Werk
Claude Loewer war ein Sohn des Anwalts Alfred Loewer und wuchs in La Chaux-de-Fonds auf.
Loewer besuchte ab 1936 die Académie Ranson, die Académie Colarossi und das Louvre-Museum in Paris. Von 1937 bis 1940 studierte er im Atelier von Fernand Sabatté an der Hochschule der Schönen Künste Paris. In dieser Zeit entdeckte er das Buch von Matila Ghyka Esthétique des proportions dans la nature et dans les arts, das sein künstlerisches Schaffen nachhaltig beeinflusste.
Wieder in La Chaux-de-Fonds besuchte er Abendkurse beim Bildhauer Léon Perrin (1886–1978). 1942 und 1943 erhielt Loewer ein Eidgenössisches Kunststipendium. 
Zusammen mit dem Maler Georges Froidevaux (1911–1968) stellte er 1943 erstmals seine Werke im Museum der Schönen Künste in La Chaux-de-Fonds aus. Mehrere Einzelausstellungen im Museum folgten. 1942/1943 nahm Loewer an der Ausstellung Die Junge Schweiz im Kunsthaus Zürich und 1944 an der Ausstellung Schweizer Malerei seit Hodler im Kunstmuseum Bern teil.
Loewer war mit Monique, geborene Joly, verheiratet und unterrichtete ab 1946 Kunstgeschichte und Zeichnen am Gymnasium La Chaux-de-Fonds. Neben dem Unterricht und der Malerei arbeitete er von 1951 bis 1981 als offizieller Dekorateur für die Theatergruppe «Les Trétaux d’Arlequin».
1951 nahm er an der ersten Biennale von São Paulo teil. 1953 begann sich Loewer mit der Teppichkunst zu beschäftigen und arbeitete in der Folge dreissig Jahre lang mit Raymond Picaud, Webermeister aus Aubusson, zusammen. 1954 erhielt Lower sein drittes Eidgenössisches Kunststipendium.
Von 1966 bis 1971 war Loewer Präsident der GSMBA. Ab 1969 war er Mitglied der Eidgenössischen Kommission der bildenden Künste und präsidierte diese von 1980 bis 1986. Zudem war er von 1978 bis 1986 Verantwortlicher Ausstellungsmacher für den Schweizer Pavillon an der Biennale in Venedig.  
Das Museum für Kunst und Geschichte in Neuenburg widmete ihm zwei grosse Retrospektiven. 1991 erhielt Loewer den Neuenburger Institut-Preis. 2012 wurden Werke in einer weiteren grossen Retrospektive im Museum der Schönen Künste in La Chaux-de-Fonds ausgestellt.